# Cryptophagus dorsalis
Cryptophagus dorsalis är en skalbaggsart som beskrevs av Sahlberg 1819. Cryptophagus dorsalis ingår i släktet Cryptophagus, och familjen fuktbaggar. Arten är reproducerande i Sverige.